# Sankt Marxer Friedhof
Sankt Marxer Friedhof är en begravningsplats i Österrike. Den är belägen i distriktet  och förbundslandet Wien, i den östra delen av landet, i huvudstaden Wien. Sankt Marxer Friedhof är belägen 190 meter över havet.
Terrängen runt Sankt Marxer Friedhof är platt, och sluttar österut. Runt Sankt Marxer Friedhof är det mycket tätbefolkat, med 3 022 invånare per kvadratkilometer. Närmaste större samhälle är Wien, 3,6 km nordväst om Sankt Marxer Friedhof. 
Runt Sankt Marxer Friedhof är det i huvudsak tätbebyggt. Trakten ingår i den hemiboreala klimatzonen. Årsmedeltemperaturen i trakten är 11 °C. Den varmaste månaden är juli, då medeltemperaturen är 26 °C, och den kallaste är december, med −4 °C. Genomsnittlig årsnederbörd är 904 millimeter. Den regnigaste månaden är maj, med i genomsnitt 115 mm nederbörd, och den torraste är mars, med 28 mm nederbörd.

## Kända personer begravda vid Sankt Marxer Friedhof
- Wolfgang Amadeus Mozart
- Anna Gottlieb
- Josef Strauss